# 胡德斯普雷特
胡德斯普雷特（意為「帽子溪」）是南非林波波省克萊因·德拉肯斯貝赫山（意為「小龍山」）腳下的城鎮，位於察嫩至卡普梅登的鐵路沿線。

## 經濟
雖然胡德斯普雷特規模較小，但其發展迅速。由於靠近私人保護區和克留格爾國家公園，生態旅遊給當地帶來巨大經濟收入。
胡德斯普雷特空軍基地是當地另一重要經濟來源。民用機場東門機場（Eastgate Airport）與空軍該基地共用停機坪，由南非航空快運、數家航空運營商和通用航空運營。

## 動物保護
胡德斯普雷特瀕危物種中心（Hoedspruit Endangered Species Centre）對瀕危物種，特別是猎豹、非洲野犬和黑足貓開展研究和繁殖工作。
1991年，莫霍洛霍洛野生動物康復中心（Moholoholo Wildlife Rehabilitation Centre）在林波波省成立，該中心建在由比勒陀利亚商人斯特賴多姆（Strijdom）所有的農場上，由布萊恩·瓊斯（Brian Jones）成立並經營。該中心積極從事農場和不落地區的「問題動物」控制工作，將人們不希望出現的動物轉移至不受人影響的區域。這些工作的費用均由該中心承擔。

## 交通
胡德斯普雷特空軍基地緊鄰克留格爾國家公園，原為軍用，20世紀90年代末，該機場未使用的部分轉為民用，從此成為軍民兩用的機場，現已開通前往約翰內斯堡和開普敦的航線。該機場曾用於航天飞机的緊急降落。